# Bill Champlin
William Bradford Champlin, detto Bill (Oakland, 21 maggio 1947), è un cantante, tastierista, chitarrista e arrangiatore statunitense, noto soprattutto per essere stato, dal 1981 al 2009, uno dei componenti della band Chicago. È vincitore di due Grammy Awards, nel 1979 e nel 1981.

## Biografia

### Primi anni
Nato a Oakland, California, fin da piccolo dimostra una predisposizione per il pianoforte e la chitarra. Nel 1961, mentre frequenta la Tamalpais High School, nella cittadina di Mid Valley, California, fonda la sua prima band, gli Opposite Six; l'anno successivo incomincia a comporre e scrivere la propria musica. Successivamente si iscrive all'università, ma viene convinto da un suo professore ad abbandonare gli studi e dedicarsi esclusivamente alla professione del musicista.

### Sons of Champlin e carriera solista
Nel 1967 Champlin fonda la band Sons of Champlin, con la quale nel 1969 incide il primo album, Loosen Up Naturally, al quale seguono altri sei, fino al 1977, anno in cui il gruppo si scioglie.
Trasferitosi a Los Angeles, inizia un'intensa attività in studio di registrazione, cantando in centinaia di dischi di altri artisti, tra i quali Donna Summer, Alice Cooper, Lee Ritenour, Herbie Hancock, Paulinho Da Costa, Al Jarreau, Patti LaBelle, Elton John e numerosi altri.
Nel 1978 pubblica il suo primo album solista, Single, nel quale suonano importanti artisti quali Bobby Kimball, Jeff Porcaro, Steve Porcaro, Steve Lukather e Jay Graydon.
Nel 1979 vinse il suo primo Grammy Award per aver scritto, insieme a David Foster e Jay Graydon, il brano After the Love Has Gone, inciso dagli Earth, Wind & Fire nell'album I Am.
Nel 1981 vince il suo secondo Grammy, per il brano Turn Your Love Around, scritto per George Benson assieme a Jay Graydon e Steve Lukather.
È dello stesso anno il suo secondo album solista, Runaway, al quale collaborano anche importanti musicisti quali Abraham Laboriel, Steve Lukather, David Foster e Tom Scott.
Nel 1988 incide una propria versione del brano di Quincy Jones In the Heat of the Night, che viene usato come sigla dell'omonima serie televisiva americana.
Nel 1990 pubblica il suo terzo album solista, No Wasted Moments, al quale partecipano anche Jason Scheff, Lee Loughnane e Walt Parazaider, membri dei Chicago.
Ad esso seguono Burn Down the Night (1992), Through It All (1994) e He Started to Sing, nei quali collabora con il tastierista-produttore Greg Mathieson e il chitarrista Bruce Gaitsch.
È del 1996 l'album live Mayday, registrato alla Leeds Rehersal Facility a North Hollywood, California.
Nel 1997 i Sons of Champlin si riuniscono, e con essi Champlin registra gli album Live at the Luther Burbank Center (1998), Secret e Hip Lil' Dreams (2002).
Il successivo e ultimo album soloista di Champlin è del 2008, No Place Left to Fall, che vede la partecipazione di artisti quali Peter Cetera, Michael English, Tamara Champlin, Will Champlin, Steve Lukather, Billy Ward, Bruce Gaitsch e tanti altri.

## I Chicago
Nel 1981 entra a far parte della band Chicago, nel ruolo di tastierista, chitarrista e cantante. Per il gruppo egli compone numerosi brani, e canta da solista in alcuni dei pezzi più celebri, tra i quali Hard Habit to Break (1984), I Don't Wanna Live Without Your Love, You're Not Alone e Look Away (1989). Nel 1990 Champlin scrive e produce il brano Hearts in Trouble, che registra con i Chicago e che entra a far parte della colonna sonora del film Giorni di tuono (Days of Thunder), con Tom Cruise nel ruolo di protagonista.
Negli anni novanta Champlin svolge un importante e intenso ruolo di arrangiatore negli album dei Chicago Night & Day Big Band (1995) e Chicago XXV: The Christmas Album (1998).
Nel 2008, in seguito all'uscita del suo ultimo disco No Place Left to Fall, Champlin decide di lasciare il gruppo, per dedicarsi ai suoi progetti da solista.
Al suo posto arriva nei Chicago il tastierista-cantante Lou Pardini.

## Vita privata
Champlin è sposato dal 1982 con la sua seconda moglie Tamara Champlin, cantante e compositrice, con la quale ha avuto un figlio, Will Champlin, anch'esso cantante e polistrumentista, laureatosi al Berklee College of Music, a Boston, Massachusetts.
Champlin ha inoltre altri due figli, dal precedente matrimonio.

## Discografia

### Album
- 1978: Single (Full Moon / Epic Records)
- 1981: Runaway (Elektra)
- 1990: No Wasted Moments (Elektra)
- 1992: Burn Down The Night (Emotion)
- 1994: Through It All (Turnip The Music Group)
- 1995: He Started To Sing (Turnip The Music Group)
- 2008: No Place Left To Fall (DreamMakers Music)

### Live
- 1996: Mayday (Champlin Records)

### Singoli
- 1981: "Tonight, Tonight"
- 1981: "Sara"
- 1990: "The City"
- 1991: "Memories of Her"
- 1996: "Southern Serenade"